# Aton's
Gli Aton's sono stati un gruppo di rock progressivo italiano formatosi a Torino nel 1977.

## Storia del gruppo
Il gruppo è stato fondato nel settembre 1977 dal dodicenne Pietro Ratto, e battezzato col nome della divinità egizia Aton, adorata dal faraone Akhenaton nel suo singolare tentativo di instaurare l'Atonismo presso il suo popolo.
Il primo nucleo originario del gruppo era costituito da Ratto, Vito Frallonardo, Massimo Trasente, il batterista Teppa Gianni, che contribuì all'affinamento del sound del gruppo, e una serie di musicisti che nel tempo si separarono dal gruppo.
All'inizio degli anni '80 il gruppo, grazie anche al successo ottenuto al terzo Festival Rock Italiano, cominciò ad essere apprezzato negli ambienti musicali, fino ad ottenere, grazie alla vittoria ad un concorso per gruppi emergenti indetto da Radio Italia 1, la possibilità di registrare il primo singolo.
Dopo una serie di concerti e di partecipazioni in giro per la penisola, gli Aton's riuscirono a registrare nel 1985 la loro video-opera rock, trasmessa anche da Video Music nel gennaio 1986 e presentata da Clive Malcolm Griffiths, all'epoca il più importante DJ dell'emittente televisiva. Si trattava di un video di un'ora interpretato da attori dilettanti e presentato anche al Festival Internazionale Cinema Giovani 1986.
Due anni dopo i ragazzi, ridottisi al trio Ratto - Frallonardo - Trasente, incontrarono Giulio Tedeschi della Toast Records. Ne nacque una collaborazione che fruttò, nel 1989, l'uscita del primo album, A.I.2984, con cui di fatto la band cominciò ad essere apprezzata nell'ambiente progressive internazionale. L'esperienza fu positiva e nel 1989 il gruppo iniziò a registrare il secondo album, Caccia Grossa, che uscì nel 1991 con la Contempo Records, etichetta fiorentina. Il disco, uscito anche in CD, riscosse un notevole successo nell'ambiente prog; fu ristampato in Giappone ed in Corea e recensito molto positivamente da tutti i giornali mondiali. Del brano Buio fu prodotto un videoclip che più volte fu programmato su MTV.
La crisi però era alle porte: lo stesso anno il batterista Massimo Trasente lasciò il gruppo per trasferirsi a Parigi e per gli Aton's si aprì un periodo di enorme difficoltà, essendo questa musica strettamente legata all'identità ed ai gusti molto particolari dei tre componenti. Lo stesso scioglimento del gruppo, avvenuto nel 1999, non può essere compreso appieno senza dare il giusto peso a questo evento.
Per parecchi mesi il duo cercò di rimpiazzare Trasente, e anche quando, dopo molte audizioni, venne scelto Paolo Bonito, il trio non riuscì più a ritrovare quell'atmosfera di piena sintonia che regnava in passato.
Con Bonito gli ATON'S registrarono Dr. Faust, un'interpretazione rock del celebre Faust di Goethe, che vide la luce nel 1994 con l'etichetta Mellow Records. Era questo un lavoro particolarmente amato da Pietro, da sempre l'unico compositore del gruppo, ma le particolari sonorità scarne e volutamente prive di troppi effetti non furono accolte particolarmente bene dalla critica. Per giunta il gruppo non trovò il tempo di curare molto le pubbliche relazioni e fu attaccato duramente dalla stampa specializzata.
Molto apprezzato dai fans, comunque, fu il concerto al Teatro Alfa di Torino. Ma le cose non andavano e l'intesa con Bonito c'era solo musicalmente. Così anche Paolo lasciò la band e la ricerca ricominciò, anche se dopo una disincantata pausa di riflessione nel corso della quale Pietro decise di fare a meno anche della batteria acustica, riducendo il gruppo ad un duo e producendo il successivo Klein e Wagner, ispirato all'omonimo romanzo di Hermann Hesse. Anche questo CD fu prodotto dalla Mellow Records. La copertina del disco, ancora una volta, fu realizzata dalla pittrice Mavy De Caroli (autrice anche del logo), il cui caratteristico stile ha rappresentato sempre una costante per l'immagine pubblica del gruppo.
Nel 1996, in concomitanza con l'uscita del disco, la nuova serie di audizioni finalizzata ad ingaggiare l'ennesimo batterista portò all'inserimento di Riccardo Lombardo, un talentuoso quindicenne. Così, anche se per breve tempo, gli Aton's si rianimarono, nonostante le perplessità per la notevole differenza di età tra il nuovo arrivato - vincitore di premi in molti concorsi nazionali ed internazionali di batteria - ed il duo originario. Questa nuova formazione vinse il primo premio al prestigioso Concorso BIA svoltosi nell'ambito di Marche Musicali (aprile 1997). La giuria era composta da importanti musicisti italiani e presieduta da Furio Chirico, batterista degli Arti & Mestieri.
Ma le difficoltà permanevano. La distanza tra i tre componenti si faceva sempre più evidente. Così, nel 1999, il gruppo si sfaldò. Da qualche tempo, frattanto, Pietro aveva deciso di cominciare a far musica da solo. Il suo primo disco solista, Xenia, era già uscito nel settembre 1997. Nel giugno 2002 uscì per la Musea l'ultimo disco del gruppo: Capolinea, contenente brani registrati dal trio tra il 1997 ed il 1998. Nel 2008 sono usciti Metafisica ed Il Folle, gli altri due lavori solisti di Pietro (che nel frattempo si è dedicato sempre più all'insegnamento ed alla ricerca filosofica, pubblicando diversi saggi nonché il libro Immanuel Kant edito dalla Giunti e vincendo anche tre Premi letterari).
Nel 2009 è poi uscito il Live del gruppo, interamente registrato in presa diretta, intitolato Ombre di Musica.

## Formazione
- Pietro Ratto – voce, chitarra elettrica e basso elettrico (1977-1999)
- Vito Frallonardo - chitarra ritmica e basso elettrico (1977-1999)
- Massimo Trasente - batteria (1977-?)
- Andrea Marro – basso elettrico (1977-1988)
- Mimmo Giacosa - tastiere, pianoforte, flauto (1977-1988)
- Chicco Porzio - bongo, sonagli, battacio (1977-1988)
- Massimo Migliorini - bouzouki, mandolino (1977-1988)
- Enrico Pettinelli - effetti (1977-1988)
- Paolo Bonito - batteria (1994-1995)
- Riccardo Lombardo - batteria (1996-?)

## Discografia

### Album in studio
- 1989 – A.I.2984 - (ATS Records, ATS 1, LP)[2]
- 1991 – Caccia Grossa - (Contempo Records, Conte 159, LP)[3]
- 1991 – Caccia Grossa - (Contempo Records, Conte 159, Jigu Records (Corea del Sud), LP)[4]
- 1991 – Caccia Grossa - (Contempo Records, Contedisc 159, CD)[5]
- 1992 – "H" - (Mellow Records, MMP 137, CD)[6]
- 1994 – Dr. Faust - (Mellow Records, MMP 198, CD)[7]
- 1996 – Klein & Wagner - (Mellow Records, MMP 273, CD)[8]
- 1997 – A.I.2984 - (Mellow Records, MMP 312, CD)[9]
- 2002 – Capolinea - (Musea (Francia), FGBG 4448.AR, CD)[10]

### Album dal vivo
- 2009 – Ombre di Musica - (Aton's Live)

### Singoli
- 1983 – Ore Tre/Sogni - (Bajona Records, BJ 014 NP, 45 giri)[11]